# 1844年鉄道規制法
1844年鉄道規制法（1844ねんてつどうきせいほう、英語: The Railway Regulation Act 1844）は、イギリスの議会が鉄道旅客輸送に最低限の基準を定めるために制定した法律である。貧しい人々でも職を探すために鉄道で旅行できるくらい安く輸送を提供する義務を定めたことで知られる。
1840年から1893年にかけて制定された一連の鉄道規制法のうちの1つである。

## 法律以前の状況
この時点まで、鉄道では三等級かもっと多くの等級に分かれた客車があり、三等車は普通は屋根のない貨車以上の何物でもなく、また普通は座席も備えておらず、皮肉を込めて「スタンホープ」（二輪の無蓋馬車）などと呼ばれていた。この年、商務庁長官のウィリアム・グラッドストンの下、商務庁の命令を受けて、委員会が鉄道に関する6本の報告書を作成した。

## 法律の内容
こうした報告書が法律の制定につながった。正式な名前は、「今会期あるいはこれ以降の会期において議会が制定する法律によって認可される未来の鉄道の建設に際して、特定の条件を付し、あるいは鉄道に関してその他の目的の法律」(An Act to attach certain Conditions to the construction of future Railways authorised by any Act of the present or succeeding sessions of Parliament; and for other Purposes in relation to Railways)略してグラッドストン法 (Gladstone's Act)、あるいは1844年鉄道規制法と呼ばれた。
当初の法案は、当時としてははるかに遠大なもので、鉄道網の国有さえ提案していた。そのような革命的な内容は何も法律に含まれなかったが、以下のような内容で記憶されている。
- すべての路線において毎日双方向に、すべての駅に停車する三等旅客を運ぶための列車を最低1本運転すること（この列車は当初議会列車と呼ばれた）。
  - 運賃は1マイルあたり1ペニーであること。
  - 平均速度は12マイル毎時（約19 km/h）を下回らないこと。
  - 三等旅客は天候をしのぐことができ、座席を提供されること。

これと引き換えに、鉄道会社は三等旅客からの収入に関しては納税を免除された。実際のところ、この運賃は当時の平均的な労働者にとっては安いものではなかった。しかし追加の条項により、三等旅客は56ポンド（約25キログラム）までの荷物を無料で持っていくことができることになった。これにより職を求めて移動する人を助けることになり、後に指摘されるように、労働力の供給を改善することにつながった。

## 鉄道会社の反応
多くの鉄道会社の反応は、この法律を嫌々ながら受け入れるというもので、この三等旅客のための客車を備えた列車を最低の1本だけ、早朝や深夜などの他に役に立たない時間帯に運転した。これが当初の議会列車であった。このように鉄道会社の対応が不承不承であったのは、三等車の設備が改善されて一般的な乗客でも耐えられるようなものになると、経済的に二等車に乗ることができる人たちも三等車を利用するようになるかもしれないというおそれによるものであった。鉄道会社の中には、議会列車の最低限の水準を満たす列車以外に、より設備の劣悪な三等車あるいは四等車を連結した列車を走らせ続けるところもあった。
ガラス窓を備え屋根にオイルランプを備えて、3つのコンパートメントからなる客車を運転して、この風潮を打ち破ったのはミッドランド鉄道であったが、これは競合他社から恨みを買った。最終的に1875年には三等車の基準が引き上げられて、客車の等級を書き換えることで二等車は廃止された。20世紀の人々にとってはこれがもたらした騒動を正しく理解するのは難しい。1800年代には社会の階層にははっきりした区別がつけられており、ミッドランド鉄道は労働者階級がその人生の過程において、下層民が上層民と平等に近づいていくという考えを持つように推奨している、といううわさが流れていた。ミッドランド鉄道の管理者であったジェームズ・オールポートは、講演の中で「私が満足を持って自分の公的人生の一部を振り返ることができるとすれば、それは三等客に対して恩恵を与えたことに関するだろう」と述べた。
他の鉄道もこれに続いたが、法的に三等車を運行することを義務付けられていたため、奇妙なことであるが一等車と三等車が運転され、ボート・トレイン以外では二等車はなかった。20世紀に入ってからもこれは続き、最終的に1956年に三等車が改称されるまで続いた。その後否定的な意味合いを避けるために「普通車」と再改称されている。